# 이상한 변호사 우영우
《이상한 변호사 우영우》는 2022년 6월 29일부터 2022년 8월 18일까지 방송되었던 ENA 수목 드라마였다.

## 제작진

### 극본
- 문지원 : 영화 《증인》(각본) 집필

### 연출
- 유인식 : 음반 《이정봉 - 어떤가요》(공동 작사)[1] , SBS 일일 드라마 《약속》(조연출), SBS 일요 아침 드라마 《좋아 좋아》(조연출), SBS 시트콤 《스무살》(조연출), SBS 주말 특별 기획 드라마 《폭풍 속으로》(공동 연출), SBS 월화 드라마 《불량 주부》(공동 연출), SBS 수목 드라마 《불량가족》(공동 연출), SBS 수목 드라마 《연인》(조연출), SBS 수목 드라마 《외과의사 봉달희》(조연출), SBS 수목 드라마 《불한당》(연출), SBS 월화 드라마 《자이언트》(공동 연출), SBS 월화 드라마 《샐러리맨 초한지》(연출), SBS 주말 특별 기획 드라마 《돈의 화신》(연출), SBS 수목 드라마 《너희들은 포위됐다》(연출), SBS 월화 드라마 《미세스 캅》(공동연출), SBS 주말 특별 기획 드라마 《미세스 캅 2》(연출), SBS 월화 드라마 《낭만닥터 김사부》(공동연출), SBS 금토 드라마 《배가본드》(연출), SBS 월화 드라마 《낭만닥터 김사부 2》(연출) 연출

## 등장 인물

### 주요 인물
- 박은빈: 우영우 역(아역: 오지율) - 법무법인 한바다의 신입 변호사, 자폐 스펙트럼을 가진 천재 신입 변호사.
- 강태오: 이준호 역 - 법무법인 한바다의 송무팀 직원

### 우영우의 주변인물
- 전배수: 우광호 역(젊은 시절: 장성범) - 영우의 아버지, 분식집 사장. 법대생 시절 사귀던 태수미와 본인 사이에 영우가 태어나고 나서 법조인이 아닌 미혼부의 길을 선택함.
- 주현영: 동그라미 역 - 영우의 친구이자 부족한 사회성을 가르쳐 주는 스승. 똘끼가 있음.

### 법무법인 한바다
- 강기영: 정명석 역 - 영우의 멘토, 시니어 변호사.
- 백지원: 한선영 역 - 대표 변호사. 광호의 대학 후배.
- 하윤경: 최수연 역 - 영우의 친구, 신입 변호사. 영우와는 로스쿨 동기.
- 주종혁: 권민우 역 - 신입 변호사. 영우에게 라이벌 의식을 느끼는 인물.
- 최대훈: 장승준 역 - 변호사. 명석의 동기이자 라이벌.(특별출연)

### 그 외 인물
- 진경: 태수미 역(젊은 시절: 정한빛) - 법무법인 태산의 파트너 변호사, 부, 명예, 집안, 미모, 실력까지 갖춘 완벽한 변호사. 영우의 생모지만, 광호와 영우 부녀를 멀리하고 살았음.
- 임성재: 김민식 역 - 영우의 아지트이자 동그라미가 아르바이트 중인 털보네 주점 사장.
- 정가희

## 회차별 출연진

#### ‘이상한 변호사 우영우’ | 1회
- 이도경: 박규식 역(특별출연)
- 강애심: 최영란 역(특별출연)
- 김학선: 판사 역

#### ‘흘러내린 웨딩드레스’ | 2회
- 윤주상: 김정구 역(특별출연)
- 하영: 김화영 역(특별출연)
- 박지훈: 홍진욱 역
- 박유림: 강지혜 역
- 이지해: 김수애 역

#### ‘펭수로 하겠습니다’ | 3회
- 성기윤: 김진평 역(특별출연)
- 윤유선: 정경희 역(특별출연)
- 문상훈: 김정훈 역(특별출연)
- 백성철: 김민수 역 - 검사
- 박수민: 박은정 역 - 재판장
- 루현: 법의관 역
- 하동준: 의사 역
- 이봉준: 김상훈 역

#### ‘세형제의 난’ | 4회
- 고인범: 동동일 역 - 동동삼의 큰형(특별출연)
- 이상희: 동동이 역 - 동동삼의 둘째형(특별출연)
- 이서환: 진혁 이장 역(특별출연)
- 김시영: 교무실 선생님 역
- 이정인: 재판장 역
- 서이현: 교생 선생님 역
- 정석용: 동동삼 역 - 동그라미의 아버지, 의뢰인(특별출연)
- 윤진성: 은정 역 - 동동삼의 아내이자 동그라미의 어머니
- 김경민: 동동일의 변호사 역

#### ‘우당탕탕 VS 권모술수’ | 5회
- 이성욱: 황두용 역(특별출연)
- 윤병희: 배성철 역(특별출연)
- 정두원: 리더스 ATM 과장 역
- 신현종: 오진종 역
- 김도현: 김우성 역 - 오진종 사장의 변호사
- 정형석: 판사 역

#### ‘내가 고래였다면...’ | 6회
- 이기영: 류명하 부장판사 역(특별출연)
- 김히어라: 계향심 역(특별출연)
- 남진복: 김 검사 역
- 안수빈: 보육사 역
- 임하비: 계하윤 역
- 이랑서: 김정희 역
- 손상규: 권주호 역
- 임성미: 이순영 역
- 이영실: 이순영이 사는 집 주인 역
- 서영삼: 권병길 역
- 김지수: 강윤정 역

#### ‘소덕동 이야기’ | 7~8회
- 정규수: 최한수 이장 역(특별출연)
- 김성범: 현우 역
- 민응식: 교수 역
- 박강섭: 박유진 역
- 박윤희: 판사 역
- 김덕주: 소덕동 부녀회장 역
- 정선철: 김정환 역
- 김대현: 장철민 역
- 김오복: 동방토지주택공사 직원 역
- 정원태: 경해도 건설 본부 직원 역
- 한지호: 건축가 역
- 이승희: 태수미 집의 가사도우미 역

#### ‘피리부는 사나이’ | 9회
- 구교환: 방구뽕 역(특별출연)
- 추귀정: 최성숙 역
- 정시율: 이세원 역
- 최세인: 이영화 역
- 송지우: 김민지 역
- 박유밀: 민지의 어머니 역
- 김가영
- 권반석: 의사 역
- 강정임: 백장미 역
- 이중열: 버스 기사 역
- 홍석빈: 판사 역
- 곽민석: 재판장 역

#### '손잡기는 다음에' | 10회
- 이원정: 양정일 역
- 오혜수: 신혜영 역
- 이정은: 혜영의 어머니 역
- 이은주: 정신과 의사 역
- 윤영민: 검사 역
- 권범택: 판사 역
- 김재만: 변호사 역
- 발달장애인 극단 <네모와 세모>: 어울림 회원들 역

#### ‘소금군 후추양 간장변호사’ | 11회
- 허동원: 신일수 역
- 정지호: 윤재원 역
- 정강희: 박성남 역
- 박지연: 성은지 역
- 강명주: 박인영 역 - 판사
- 정현석: 윤재원의 변호사 역
- 서혜원: 최다혜 역
- 장원혁: 한병길 역
- 정가희: 이종권의 전 여자친구 역
- 노정환: 바텐더 역

#### ‘양쯔강 돌고래’ | 12회
- 이기영: 류명하 부장판사 역(특별출연)
- 이봉련: 류재숙 역(특별출연)
- 이지현: 김현정 역
- 홍승균: 김현정의 남편 역
- 이지민: 최연희 역
- 김희창: 문종철 역
- 이문정: 이지영 역
- 김도원: 의문의 남자 역

#### ‘제주도의 푸른 밤’ | 13~14회
- 윤나무: 정남 역 - 준호의 매형(특별출연)
- 이윤지: 최지수 역 - 명석의 전처(특별출연)
- 송용태: 김윤복 역
- 김건호: 황지사 매표원 역
- 허현호: 황지사 주지 스님 역
- 만우스님: 염불드리는 스님 역
- 김기호: 청소하는 스님 역
- 이은주: 신도 역
- 전창규: 관광객 역
- 정명준: TV 속 평론가 역
- 오수정: 산수요양원 간호사 역
- 이기섭: 이석준 역 - 황지사 측 변호사
- 성정선: 주민 역
- 최연오: 판사 역
- 채송화: 이승희 역 - 준호의 누나
- 이두석: 이준범 역 - 정의일보 기자
- 이승훈: 김병수 역 - 행복국수 사장
- 이재은: TV 속 앵커 역
- 권오경: 행운국수 주방장 역
- 이동용: 행운국수 사장 역
- 황수민: KTS뉴스 기자 역
- 홍인아: 한선영의 비서

#### ‘묻지 않은 말, 시키지 않은 일’ | 15회
- 김주헌: 배인철 역(특별출연)
- 류경환: 김찬홍 역
- 한사명: 최진표 역
- 유연: 변호사 역
- 신연숙: 명석의 어머니 역
- 박진영: 재판장 역
- 최현진: 최상현 역 - 태수미의 아들, 영우의 이부동생

#### ‘이상하고 별나지만’ | 16회
- 김주헌: 배인철 역(특별출연)
- 이윤지: 최지수 역(특별출연)
- 오지혜: 재판장 역(특별출연)
- 류경환: 김찬홍 역
- 정동근: 김 비서 역
- 함태인: 태산의 직원 역
- 이윤상: 한상태 역 - 국회 법제사법위원회 위원장
- 최현진: 최상현 역

## 시청률
최저 시청률과 최고 시청률은 시청률 조사회사와 지역별로 시청률에 차이가 있을 수 있습니다.
| 2022년      | 2022년      | 2022년                       | 2022년         | 2022년       |
| 회차        | 방송일      | 부제 (서브 타이틀)           | AGB 시청률     | AGB 시청률   |
| 회차        | 방송일      | 부제 (서브 타이틀)           | 대한민국(전국) | 수도권(서울) |
| ----------- | ----------- | ---------------------------- | -------------- | ------------ |
| 제1회       | 6월 29일    | 이상한 변호사 우영우         | 0.948%         | -            |
| 제2회       | 6월 30일    | 흘러내린 웨딩드레스          | 1.805%         | 1.987%       |
| 제3회       | 7월 6일     | 펭수로 하겠습니다            | 4.032%         | 4.369%       |
| 제4회       | 7월 7일     | 삼형제의 난                  | 5.190%         | 5.703%       |
| 제5회       | 7월 13일    | 우당탕탕 VS 권모술수         | 9.138%         | 10.297%      |
| 제6회       | 7월 14일    | 내가 고래였다면...           | 9.569%         | 10.364%      |
| 제7회       | 7월 20일    | 소덕동 이야기 I              | 11.690%        | 12.960%      |
| 제8회       | 7월 21일    | 소덕동 이야기 II             | 13.093%        | 14.970%      |
| 제9회       | 7월 27일    | 피리부는 사나이              | 15.780%        | 18.078%      |
| 제10회      | 7월 28일    | 손잡기는 다음에              | 15.157%        | 17.178%      |
| 제11회      | 8월 3일     | 소금군 후추양 간장변호사     | 14.173%        | 15.384%      |
| 제12회      | 8월 4일     | 양쯔강 돌고래                | 14.937%        | 16.253%      |
| 제13회      | 8월 10일    | 제주도의 푸른 밤 I           | 13.515%        | 14.796%      |
| 제14회      | 8월 11일    | 제주도의 푸른 밤 II          | 14.646%        | 16.075%      |
| 제15회      | 8월 17일    | 묻지 않은 말, 시키지 않은 일 | 13.779%        | 15.506%      |
| 제16회      | 8월 18일    | 이상하고 별나지만(최종회)    | 17.534%        | 19.210%      |
| 평균 시청률 | 평균 시청률 | 평균 시청률                  | 10.936%        | 12.875%      |

## 기획

### 제작
에이스토리는 2021년 8월 《이상한 변호사 우영우》가 2021년 하반기에 제작에 들어갈 것임을 공개했다. 또한 10월 말 넷플릭스에 드라마 방영권 라이선스를 판매했으며, "IP를 확보하여 시즌제 텐트폴 드라마를 제작할 예정"이라고 밝혔다. 초기에는 드라마가 SBS에서 방영될 것이라는 언급이 있었으나, 2022년 초 에이스토리의 작품 라인업 1차 공개에서 넷플릭스와 SKY에서의 방영을 목표로 촬영 중에 있음이 밝혀졌다. 이후 2022년 4월 7일, KT그룹은 리론칭의 일환으로 채널 이름이 SKY에서 ENA로 개칭됨과, 《이상한 변호사 우영우》가 《구필수는 없다》 방영 이후인 6월에 공개된다고 발표했다.
박은빈은 인터뷰에서 드라마가 전작인 《연모》와 같은 시기에 방영되기로 예정되어 있었다고 말하며, "누구에게도 상처를 주지 않게" 연기를 해야하는 두려움에 출연을 고사하였음에도 제작진 측에서 "다른 배우가 하는 걸 생각 안 해봤다"며 1년을 기다려주었다고 밝혔다. 자문에 참여한 나사렛대학교 김병건 교수는 자폐를 잘못 묘사하면 사회적인 반향이 크기 때문에 자문을 꺼렸지만, 대본을 읽은 후에는 자폐에 대한 인식 향상에 도움이 되겠다고 생각하여 드라마에 참여하였다고 언급했다.

### 캐스팅
2021년 7월, 박은빈이 《이상한 변호사 우영우》의 우영우 역으로 출연할 것이라는 기사가 보도되었으며, 소속사 나무엑터스는 긍정적으로 검토 중이라고 답하였다. 이어서 같은 해 10월에는 강태오와 강기영이 각각 이준호와 정명석 역을 분하게 될 것이란 보도가 전해졌으며, 넷플릭스 방영 소식과 함께 동그라미 역에 주현영이 캐스팅되었다는 사실이 공개됐다. 주현영은 사실 동그라미 역할이 아닌 최수연 역할로 오디션을 보았지만 SNL 코리아에서 보여준 주기자의 모습에 동그라미 역할을 제안받았고, 캐릭터 연구를 위해 《혐오스런 마츠코의 일생》과 《불량공주 모모코》 등 일본 영화를 많이 참고했다고 밝혔다. 11월에는 진경의 드라마 캐스팅이 보도됐다. 이듬해 4월에는 전배수, 백지원, 하윤경, 주종혁, 임성재 등 주요 배우들의 라인업 및 역할이 공개되었다.

### 촬영 및 공개
드라마는 2021년 11월에 촬영이 시작되었다.
ENA는 2022년 5월 18일 1차 티저 영상을 공개하였다. 영상에서는 기러기, 토마토, 별똥별, 역삼역 등 우영우와 같이 거꾸로 읽어도 똑같은 단어들과 고래가 등장하였다. 이어 5월 27일과 6월 2일 각각 티저 포스터와 메인 포스터를 공개했다. 2022년 6월 10일, ENA가 공개한 2차 티저에는 자기소개를 하려고 하는 우영우의 머릿속에서 최수연, 우광호 등이 나타나 말을 막는 한편, 이야기를 듣고 싶다는 이준호의 모습이 담겼다. 6월 14일에는 우영우의 첫 출근 모습 영상, 이튿날에는 드라마의 단체 포스터를 공개하였다. 6월 22일과 23일에는 각각 예고편 및 등장인물 6명의 캐릭터 포스터를 공개하였다. 또한 KT는 메타버스 플랫폼인 젭(ZEP)으로 드라마에 나오는 장소들을 구현해 놓고, 다양한 콘텐츠를 만들어서 공개했다.

## 참고 사항
- 자폐성 장애인인 우영우를 주인공으로 우영우가 다양한 자폐스펙트럼을 설명하고, 내레이션을 주인공인 우영우의 시선으로 서술하고 있다. 자폐성 장애인이 한 명의 사회의 일원으로 성장하는 이야기라고 보여지고 있지만, KBS 드라마본부의 박기호 국장의 인터뷰에서, "2013년 하반기에 KBS 2TV 월화 드라마 중 시청률 1위를 기록하는 기염을 토한 '굿 닥터'의 대표적 선례처럼, 서번트 증후군으로 지칭되는 고기능 자폐성 장애 등장인물 중 익숙한 요소를 가져온 스테레오 타입이라는 비판 또한 유효하지만, 비장애인을 타깃으로 한 상업적 트렌디 드라마가 장애인을 주인공을 선택한 '타자화의 전형'이라는 한계점이 있을 수 밖에 없다"라고 덧붙였다. 또한 장애인 단체 일각에선, 공동체에서 환대받을 만한 장애인 만을 재현하지 않고, 제작진이 고민하고 표현하는 점에 대해선 가장 긍정적으로 평가하였다.[30][31]
- 넷플릭스와 독점 계약으로 북미와 유럽, 일본 등 동아시아 국가를 비롯한 전 세계 80여개 국에서 동시 방영한 바 있다.
- 이성욱과 허동원은 영화 《유체이탈자》 이후로 2개월만에 재회한다.
- 당초 KBS 드라마본부 측에서 편성을 검토했지만 150억원이라는 막대한 제작비와 투자 개발비 때문에 무산된 바 있다.

## 수상 내역
- 2022년 제8회 에이판 스타 어워즈 여자 연기상(백지원)
- 2022년 제8회 에이판 스타 어워즈 아이돌챔프 인기상(박은빈)
- 2022년 제8회 에이판 스타 어워즈 작가상(문지원)
- 2022년 코리아드라마어워즈 작품상(이상한 변호사 우영우)
- 2023년 제59회 백상예술대상 TV부문연출상(유인식 감독)
- 2023년 제59회 백상예술대상 TV부문대상(박은빈)
- 2023년 제18회 서울 드라마 어워즈 작품상(이상한 변호사 우영우)
- 2023년 제18회 서울 드라마 어워즈 아시아스타상(박은빈)

## OST
- 김종완(넬) - 용기 (Part. 1) ... 6월 29일 공개
- 선우정아 - 상상 (Part. 2) ... 6월 30일 공개
- 오존(O3ohn) - Better Than Birthday (Part. 3) ... 7월 18일 공개
- 원슈타인 - 기울이면 (Part. 4) … 7월 20일 공개
- 수지 - 안 하기가 쉽지 않아요 (Part. 5) … 7월 21일 공개
- 박은빈 - 제주도의 푸른 밤 (Part. 6) … 8월 11일 공개